# Chimaerasuchus
Chimaerasuchus ('chimera-krokodil') is een geslacht van uitgestorven Crocodylomorpha uit de Wulong-formatie uit het Vroeg-Krijt van China. De vier tanden in het uiterste puntje van zijn korte snuit gaven het een uiterlijk als van een haas. Vanwege zijn tanden met meerdere knobbels en uitgesproken heterodontie, wordt aangenomen dat het een herbivoor is geweest. Het is hoogst ongebruikelijk, aangezien slechts twee andere crocodyliformen (Notosuchus en een niet nader genoemd exemplaar uit Malawi) enige kenmerken hebben vertoond die lijken op zijn aanpassingen aan herbivoor eetgedrag.

## Naamgeving
Chimaerasuchus werd oorspronkelijk ontdekt in de jaren 1960, maar werd pas in 1995 geïdentificeerd als een krokodilachtig dier. In plaats daarvan werd eerst gedacht dat het mogelijk een multituberculaat zoogdier was.
De typesoort Chimaerasuchus paradoxus werd in 1995 benoemd door Wu. De geslachtsnaam weerspiegelt dat het taxon een soort Chimaera vormt, een combinatie van eigenschappen van verschillende groepen. De soortaanduiding verwijst weer naar deze paradoxale en ongebruikelijke situatie.
Het holotype IVPP V8274 is gevonden aan de oever van de Yangtze in een laag van de Wulongformatie die dateert uit het Aptien-Albien. Het bestaat uit een skelet met schedel.

## Anatomie

### Algemene kenmerken en afmetingen
Chimaerasuchus is bekend van één exemplaar, een gedeeltelijk skelet. Het was geen bijzonder groot dier, naar schatting ongeveer een meter lang en niet erg zwaar gebouwd. De schedel zou kort maar vrij groot zijn geweest in vergelijking met een groot deel van de rest van het lichaam. Zijn voorpoten waren kort maar hadden scherpe en sterk gebogen klauwen. De staart, achterpoten, ribbenkast en de meeste wervels blijven onbekend.

### Schedel en onderkaak
De snuit is bekend van een groot fragment dat zich uitstrekt van de punt naar achteren tot net voor de oogkas. Het rostrum loopt sterk taps toe, is hoog en heeft een stomp uiteinde, met een iets verbrede punt. Er wordt gedacht dat de snuit vijfenzestig millimeter bereikte en de hele schedel ongeveer honderdvijfendertig millimeter lang was, waardoor Chimaerasuchus een zeer korte kaak en muil had in vergelijking met andere krokodilachtigen. De externe neusgaten zijn erg groot en komen samen om bijna één grote tunnel te vormen bij de opening. De fenestra antorbitalis is erg klein en heeft geen fossa eromheen. Veel van het bot dat de snuit vormt heeft kleine putjes en groeven die erlangs lopen. De premaxilla heeft een groot bovenste gedeelte dat de uitwendige neusgaten omlijst en tussen het bovenkaaksbeen en het neusbeen past, wat heeft geleid tot de suggestie dat er in dit gebied bij het levende dier mogelijk vlezig zacht weefsel is geweest. Elke premaxilla heeft twee tandkassen, hoewel slechts één van de vier tanden in de schedel bewaard is, en een ruw oppervlak waar geen tandkassen zijn. Een kleine opening tussen de laatste premaxillaire en eerste maxillaire tandkas was waarschijnlijk waar een grote tand van de onderkaak inpaste als de kaken gesloten waren. De maxillae zijn groot, hoewel vrij kort, en hadden een zeer rechte beennaad met het neusbeen, maar complexe in elkaar grijpende naden met andere botten. Ze liggen onder het jukbeen naast de oogkas, hoewel dit gedeelte niet echt bewaard is gebleven. Er wordt weinig benig verhemelte gevormd door de maxillae, omdat hun tandkassen erg groot zijn en er dus weinig tussenruimte is. De maxillaire tanden zijn zeer ongebruikelijk omdat ze meer lijken op kiezen of premolaren van een zoogdier dan normale krokodillentanden, en omdat ze groot en breed en meer geschikt zijn om te malen dan om te snijden. De neusbeenderen raken net de randen van de neusgaten aan de voorkant, en net de voorhoofdsbeenderen aan de achterkant in een V-vormige naad omdat ze erg slank en langwerpig zijn. Zeer weinig van de prefrontalia, en geen van de frontalia, is bewaard gebleven. De traanbeenderen staan bijna perfect verticaal, en zijn veel groter dan ze lang zijn. Een deel van het jukbeen is verbreed en vormt een plaat die bijna verticaal over de tandenrij uitsteekt, misschien om de tanden te beschermen. 
De onderkaken hebben geen geconserveerde tanden en slechts één tandkas, precies aan het achterste uiteinde van het dentaire bot. Er wordt geschat dat de hele onderkaak ongeveer honderdvijfendertig tot honderdveertig millimeter lang was. Een richel strekt zich uit langs de buitenzijde van de onderkaak. Deze kan gediend hebben voor de bevestiging van zacht wangweefsel, om te voorkomen dat plantaardig materiaal ontsnapte tijdens het kauwen, zoals bij Notosuchus. Door compressie tijdens de fossilisatie is er weinig bekend van de onderkaak, maar de hoektand had een lateraal uitsteeksel net onder het kaakgewricht dat, samen met het lange gewrichtsfacet dat een glijdende beweging mogelijk maakte, Chimaerasuchus waarschijnlijk in staat stelde zijn onderkaak heen en weer te bewegen in een kauwbeweging, om plantaardig materiaal te malen. De afwezigheid van een achterste steunpilaar op het gewrichtsfacet geeft aan dat de pterygoideus-spier horizontale kracht zou kunnen hebben uitgeoefend, waardoor dit kauwen kon plaatsvinden. De twee ruwweg conische tanden in elke premaxilla zouden zijn gebruikt om plantaardig materiaal af te bijten, of mogelijk voor verdediging, terwijl de molariforme tanden met meerdere knobbels in de maxillae (ten minste vier in elk) het voedsel zouden kunnen vermaald hebben. Hoewel de dentaire tanden niet bekend zijn, is het zeer waarschijnlijk dat er één conisch paar aan de voorkant was dat in de opening tussen premaxilla en maxilla paste, terwijl de rest met de maxillaire tanden occludeerde om ze te slijpen, wat aangeeft dat Chimaerasuchus vrijwel zeker een herbivoor was.

### Wervelkolom
Drie halswervels en twaalf ruggenwervels zijn bewaard gebleven, hoewel geen enkele in goede staat is. Degenen die redelijk bewaarde centra hebben, laten zien dat deze amficoel waren. De doornuitsteeksels zijn laag, maar de ruggenmergkanalen zijn vrij groot in alle halswervels. De draaier is in slechte staat en mist zowel de wervelboog als het odontoïde uitsteeksel, hoewel de zygapophyses goed genoeg bewaard zijn gebleven, zodat men kan zien dat de achterste hoger is dan de voorste. Er kan een mediane kam langs het doornuitsteeksel aanwezig geweest zijn, maar dit is onzeker.

### Osteodermen
Eén osteoderm is bewaard gebleven. Het is onvolledig, is gedeeltelijk geornamenteerd en heeft een kleine ventrale pin. Dit kan een overblijfsel zijn van een uitgebreidere richel zoals bij andere krokodilachtigen. Het is onbekend hoe uitgebreid het huidpantser was.

### Schoudergordel en voorpoten
De schouderbladen zijn op sommige plaatsen relatief goed bewaard gebleven, hoewel veel onderdelen ontbreken. De bladen zijn breed en plat en de scapulae hebben dikke voorste randen. Het ravenbeksbeen is in het midden ingesnoerd, maar heeft een dik uitsteeksel voor bevestiging aan de scapulae en wordt over de borst uitgebreid tot een breed oppervlak. 
De lengte van de opperarmbeenderen wordt op ongeveer tweeëntachtig millimeter geschat en de lengte van de ellepijpen op zesenzeventig millimeter, waardoor Chimaerasuchus vrij korte voorpoten heeft. Elk opperarmbeen heeft een korte maar sterk uitgezette deltapectorale kam en een slanke schacht. Er is geen olecranonuitsteeksel op de ellepijpen. De spaakbeenderen zijn slank en staafachtig met grote proximale uiteinden. De radialia en centralia in de pols zijn dik en zwaar, en de handwortelbeentjes drie en vier zijn tot één bot samengesmolten. De middenhandsbeentjes worden langer en dunner van I naar IV, maar V is iets korter en is erg dun. De falangeale formule is waarschijnlijk 2-3-3-4-3 (inclusief de klauwen, die sterk gebogen en naar achteren gekromd zijn).

### Bekkengordel en achterpoten
Het bekken is slecht geconserveerd. Het darmbeen heeft geen bewaard blad en het preacetabulaire uitsteeksel is klein en staafvormig, met een diep acetabulum ofwel heupgewricht. Er zijn facetten aanwezig die aangeven dat er twee sacrale ribben waren. Het zitbeen is smal en langwerpig, meer dan bij bijna elke andere crocodyliform. Van een dijbeen is slechts een fragment bewaard gebleven. Het vertoont weinig onderscheidende kenmerken.

## Fylogenie
Chimaerasuchus is in een eigen Chimaerasuchidae geplaatst.